# Veria
Veria o Veroia (in greco Βέροια?), anticamente Berea, è un comune della Grecia situato nella periferia della Macedonia Centrale (unità periferica di Emazia) con 66.547 abitanti secondo i dati del censimento 2011.
A seguito della riforma amministrativa detta Programma Callicrate in vigore dal gennaio 2011 che ha abolito le prefetture e accorpato numerosi comuni, la superficie del comune è ora di 791,4 km² e la popolazione è passata da 48.306 a 66.547 abitanti (censimento 2011).
È situata ai piedi del monte Vermio.

## Storia
Veria sorge nella regione storica della Macedonia meridionale che era detta anticamente Bottia.
In questa zona sono stati identificati alcuni insediamenti di epoca neolitica.
Le origini di Veria (Berea) sono incerte. I primi abitanti, probabilmente appartenenti a tribù frigie, furono cacciati dai Macedoni intorno al VII secolo a.C.
La città situata alle falde del Monte Vermion si trova a 65 km a sud-ovest di Tessalonica a circa 40 km dal mar Egeo. L'Olimpo, il monte che nella mitologia era la sede del pantheon ellenico, si trova a sud.
La prima menzione della città si ha in un passaggio dello storico greco Tucidide, che riferisce di un fallito tentativo di assedio da parte degli Ateniesi nel 432 a.C.
La città ricevette probabilmente un impianto urbanistico regolare di tipo ippodameo durante il regno di Cassandro e dovette svilupparsi ulteriormente sotto gli Antigonidi. Nel 288 a.C. fu assediata e riconquistata da Demetrio Poliorcete dopo essere stata presa da Pirro. In epoca ellenistica la città era governata da magistrati chiamati "politarchi", e gli abitanti erano suddivisi in "tribù".
Dopo la battaglia di Pidna del 168 a.C. e la sconfitta dell'ultimo sovrano macedone Perseo, il regno di Macedonia fu conquistato dai Romani e la città appartenne dal 148 a.C. alla provincia di Macedonia. Subì la presenza delle armate di Pompeo subito prima della battaglia di Farsalo del 48 a.C. e intorno all'anno 50 fu visitata da san Paolo e Sila nel suo secondo viaggio missionario (At17,10). A Berea l'apostolo Paolo trovò un folto gruppo di giudei tanto che, dopo la sua predicazione nella sinagoga ebraica presente in città, molti divennero credenti insieme a persone di nazionalità greca (At17,12).
Veria fu a capo del koinon (associazione provinciale) di Macedonia, ospitandone il sinedrio, organizzava giochi e celebrazioni in onore degli imperatori con competizioni sportive o letterarie ed era sede del culto imperiale. Nel 56 ottenne il titolo onorifico di "metropoli".
Nel III secolo al culto imperiale del koinon macedone fu collegato il culto di Alessandro Magno. I premi per i vincitori dei giochi erano costituiti da medaglioni d'oro con raffigurati episodi della vita di Alessandro. Con la riforma dioclezianea, la città appartenne alla provincia di Macedonia nella diocesi di Mesia. Nel 473 fu forse brevemente occupata dagli Ostrogoti.
In epoca bizantina, con la riforma giustinianea appartenne alla provincia di "Macedonia prima". Subì le incursioni degli Avari (531), degli Arabi (904) e dei Bulgari (985, 1040-1041) e i danni dei terremoti negli anni 896, 904 e 985.
Nel 1204, con la caduta dell'impero bizantino a seguito della quarta crociata, fu in possesso di Bonifacio I del Monferrato, signore del Regno di Tessalonica e vi venne insediato un vescovo. Passò quindi nel 1220-1224 sotto la giurisdizione di Teodoro Comneno, despota dell'Epiro, quindi di Giovanni III Vatatzes, nell'impero di Nicea, ancora nel despotato d'Epiro con Michele II Comneno nel 1257. Infine tornò al restaurato impero bizantino dal 1261, sotto l'imperatore Michele VIII Paleologo.
Fu in seguito coinvolta nelle lotte fra gli imperatori Andronico II e Andronico III negli anni 1321-1328. Caduta in possesso del re di Serbia Stefano Dušan (1331-1355), ne furono rafforzate le fortificazioni. La chiesa episcopale cittadina divenne sede metropolitana e molte chiese furono costruite all'interno delle mura. La città fu sede in quest'epoca di attività di tintura delle stoffe e della lavorazione del marmo e del bronzo. Vi risiedevano numerosi mercanti ebrei, che gestivano i contatti commerciali con Tessalonica e con Costantinopoli. La popolazione si suddivideva tra aristocratici, popolo e clero.
Nel 1391 la città venne annessa all'Impero ottomano. Dopo la sconfitta nella battaglia di Ankara del 1402, venne ripresa dai Turchi nel 1448. Le chiese vennero abbandonate o convertite in moschee e la località riprese il suo sviluppo come centro commerciale e manifatturiero. Ospitò una delle prime scuole greche in Macedonia.
Nel XIX secolo la città era suddivisa in dodici quartieri. Nel 1912 si riunificò con la Grecia.

## Monumenti e luoghi d'interesse
Si conservano tratti della cinta muraria di epoca ellenistica, in opera quadrata. In alcuni punti sono presenti successivi interventi del III secolo, eseguiti frettolosamente e riutilizzando come blocchi stele e altari funerari dei periodi precedenti. Altri interventi furono effettuati in epoca bizantina e turca.
Secondo la tradizione nella città bizantina erano presenti 72 chiese, alcune delle quali probabilmente cappelle votive private. La chiesa più antica è l'antica cattedrale, dedicata ai santi apostoli Pietro e Paolo, ricostruita nel XII secolo a tre navate, separate da colonne sorreggenti arcate. Conserva nell'abside affreschi coevi con i Padri della Chiesa e altri del XIV secolo sugli intradossi delle arcate tra le navate. Durante il periodo ottomano fu trasformata nella moschea di Hounkiar Camii. Subì in seguito altre trasformazioni con la demolizione della navata meridionale.
Il museo archeologico ospita i reperti del sito neolitico di Nea Nikomedia e dei tumuli della necropoli di Vergina dell'età del ferro, sculture e ritratti provenienti dal territorio e l'iscrizione greca nota come "legge del ginnasio", che riporta le regole per la conduzione del ginnasio ellenistico.

### Altre chiese
- San Giovanni Teologo, degli inizi del XIII secolo;
- San Blasios, a navata unica, del XIII secolo;
- Chiesa della Resurrezione del Signore, con affreschi del pittore Georgios Kalliergis, datati al 1315 da un'iscrizione;
- Santi Quirico e Giuditta, con affreschi, del XIII secolo, probabile fondazione del vescovo Macario
- Basilica di San Giorgio, con affreschi del XVI secolo

## Sport

### Calcio
La squadra principale della città è il Veroia.

## Amministrazione

### Gemellaggi
- Strovolos
- Kazanlak
- Rognac
- Cava de'Tirreni